# Сицилианско кралство
Сицилианското кралство, известно още и като Кралство Сицилия (на средновековен латински: Regnum Siciliae или Sicilie; на италиански: Regno di Sicilia; на сицилиански: Regnu di Sicilia), е стара италианска държава в южната част на днешна Италия, основана от норманите на Рожер II през 1130 г. и съществувала до 1816 г. (до създаването на Кралството на двете Сицилии).
Кралство Сицилия обхваща остров Сицилия и цяла Южна Италия до 1530 г., включително и островите Малта и Гозо. До Сицилианската вечерня (1282 г.) се нарича Кралство Апулия и Сицилия.

## История
Вследствие на брожението в Сицилия през 1282 г. континенталната част на Кралство Сицилия се отделя политически в Кралство Неапол под управлението на Сицилианските Анжуйци. След 1302 г. островното кралство е наричано и Кралство Тринакрия, тъй като островът е разделен на три (на италиански: Valle di Mazzara, Valle di Demona, Valle di Noto). Името се свързва и с митичния остров Thrinacia (Θρινακίη from θρῖναξ „тризъбец“), споменат от Омир в „Одисея“ като острова на добитъка на Хелиос. През Елинистичната епоха то се интерпретира като Trinakria (Τρινακρία, "[остров] с три носа"). Оттогава сицилианското кралство е васално последователно на Арагон, Испания и Свещената римска империя.
До края на XVIII век Кралство Неапол, Кралство Сицилия и Кралство Испания се намират в лична уния под властта на испанските крале от Хабсбургите.
През 1816 г. Кралство Сицилия се слива отново с Неаполитанското кралство в Кралството на двете Сицилии, а през 1861 г. последното влиза в състава на обединеното Кралство Италия.

## Икономика
Голямото плодородие на земята кара нормандските крале да доведат заселници от съседни региони или да преселят фермери в райони, където е необходимо обработване на земята. Това води до увеличаване на селскостопанската продукция. Основните източници на богатство за Кралство Сицилия по това време са неговите морски градове, най-важните от които са древните пристанищни градове Неапол и близкият му аналог Амалфи, от които се изнасят местни продукти. Основният износ е твърда пшеница, с други износи, включително ядки, дървен материал, масло, бекон, сирене, кожи, коноп, канабис и платове. Зърното и другите сухи продукти се измерват в салми, което е еквивалентно на 275,08 литра в западната част на кралството и 300,3 литра в източната. Салмата се дели на 16 тумоли. Един тумол е еквивалентен на 17 193 литра. Теглото се измерва в кантари. Едно кантаро е еквивалентно на 79,35 kg и е разделена на сто ротоли. Платът се измерва в кани. Една кана е 2,06 метра дължина. До края на 12 век Месина се превръща в един от водещите търговски градове на кралството.
Под управлението на кралството продуктите на Сицилия отиват в много различни земи. Сред тях са Генуа, Пиза, Византийската империя и Египет. В течение на 12 век Сицилия се превръща във важен източник на суровини за северноиталианските градове като Генуа. С течение на вековете обаче тази икономическа връзка става по-малко изгодна за Сицилия и някои съвременни учени виждат връзката като определено експлоататорска. Освен това много учени смятат, че Сицилия изпада в упадък през Късното средновековие, въпреки че не са съгласни кога  настъпва този упадък. Клифърд Бакман твърди, че е грешка да се разглежда икономическата история на Сицилия от гледна точка на жертвата, и твърди, че упадъкът наистина е започнал през втората част от управлението на Фридрих III, за разлика от по-ранните учени, които вярват, че упадъкът на Сицилия е настъпил в по-рано. Докато по-ранните учени виждат късносредновековна Сицилия в непрекъснат упадък, Стивън Епщайн твърди, че сицилианското общество преживява нещо като възраждане през 15 век.
Различни договори с Генуа осигуряват и укрепват търговската мощ на Сицилия.
Феодализацията на обществото по време на управлението на Анжуйците намалява кралското богатство и хазна. Зависимостта на Анжуйците от северноиталианската търговия и финансирането от флорентински банкери са основните фактори, довели до упадъка на икономиката на кралството. Продължаването на икономическия упадък, съчетано с нарастването на населението и урбанизацията води до намаляване на аграрното производство.
През 19 век една трета от наличните култури се отглеждат с остарели методи, което изостря проблема. В по-късния период на испанското управление търговската система също е неефективна в сравнение с предишни периоди поради високите данъци върху износа и монополизиращите корпорации, които имат пълен контрол върху цените.

## Валута
Нормандските крале през 12 век използват тарѝ, използван в Сицилия от 913 г. като основна монета. Едно тарѝ тежи около един грам и е 161⁄3 карата злато. Арабският динар струва четири тари, а византийският солид – шест. В кралството една онца е еквивалентна на тридесет тарѝ или пет флорина. Едно тарѝ е на стойност двадесет грани. Една грана се равнява на шест денари. След 1140 г. циркулацията на медната монета ромезина спира и тя е заменена от фолари. Двадесет и четири фолара са еквивалентни на един византийски милиаресион .
След като побеждава тунизийците през 1231 г., крал Фридрих I сече августалис. Изсечена е от 211⁄2 карата и с тегло 5,28 грама. През 1490 г. триумфите са изсечени в Сицилия. Те са еквивалентни на венецианския дукат. Един триумф е на стойност 111⁄2 аквила. Една аквила е на стойност двадесет грани. При сделките се използват предимно тарѝ и пичули.

## Религия
По време на нормандското царуване в Кралство Сицилия съжителстват няколко различни религиозни общности. Те включват римокатолици, източни католици, мюсюлмани и евреи. Въпреки че местните религиозни практики не са прекъснати, фактът че римокатолиците са на власт, има тенденция да благоприятства Римокатолицизма. Епископите от гръцкия обред са задължени да признаят претенциите на Латинската църква в Сицилия, докато мюсюлманските общности повече не са управлявани от местни емири. Гръцкоговорещите християни, латински християни и мюсюлмани си взаимодействат редовно и са въвлечени в живота на другите, икономически, езиково и културно. Някои се женят. Католиците, живеещи в арабскоговореща област, могат да приемат арабски или дори мюсюлмански имена. В много градове всяка религиозна общност има свой административен и съдебен ред. В Палермо на мюсюлманите е позволено публично да призовават за молитва в джамиите и правните им проблеми са уредени от кадии – съдии, които отсъждат в съответствие с ислямския закон. От 12 век Кралство Сицилия признава християнството за държавна религия.
След установяването на властта на Хохенщауфен латино- и гръкоговорещите католици запазват своите привилегии, но мюсюлманското население е все по-потискано. Заселването на италианци, докарани от Северна Италия (които искат мюсюлманска собственост) кара много мюсюлмански общности да се разбунтуват или да се преселят в планинските райони на Сицилия. Тези бунтове водят до някои актове на насилие и евентуално депортиране на мюсюлманите, което започва при Фридрих II. В крайна сметка правителството премества цялото мюсюлманско население в Лучера в Пулия и в Джирифалко в Калабрия, където плащат данъци и служат като земеделски работници, занаятчии и арбалетчици в полза на краля. Колонията в Лучера е окончателно разпусната през 14 век при Шарл II Анжуйски и много от жителите ѝ са продадени в робство. Еврейската общност е прогонена след установяването на Испанската инквизиция от 1493 до 1513 г. в Сицилия. Останалите евреи постепенно се асимилират и повечето от тях приемат римокатолицизма.

## Население
По време на управлението на Фридрих II (1198-1250) кралството има население от около 2,5 милиона души. По време на епохата на Хоенщауфен кралството има 3 града с население над 20 000 всеки. След загубата на северните провинции през 1282 г. по време на Сицилианската вечерня и няколко природни бедствия като изригването на Етна през 1669 г., населението на Кралство Сицилия намалява. През 1803 г. населението на кралството е 1 656 000 души. Главните градове на Кралството по това време са Палермо, Катания, Месина, Модика и Сиракуза.